# Dardenac
Dardenac é uma comuna francesa na região administrativa da Nova Aquitânia, no departamento da Gironda. Estende-se por uma área de 1,5 km². Em 2010 a comuna tinha 92 habitantes (densidade: 61,3 hab./km²).